# Goniothalamus shraddhae
Goniothalamus shraddhae là loài thực vật có hoa thuộc họ Na. Loài này được S.R.Dutta & S.M.Almeida mô tả khoa học đầu tiên năm 1998.